# آرتور پارکر (بازیکن فوتبال)
آرتور پارکر (انگلیسی: Arthur Parker؛ زادهٔ ۱۸۷۸) بازیکن فوتبال است.
از باشگاه‌هایی که در آن بازی کرده‌است می‌توان به باشگاه فوتبال گریمزبی تاون اشاره کرد.